# 프랑수아 기조
프랑수아 기조(François Guizot, 1787년 10월 4일 님 - 1874년 9월 12일 생투앵르팽)는 프랑스의 사학자이자 정치인으로, 1836년부터 아카데미 프랑세즈의 회원이자, 7월 왕정하에서 수 차례 장관직을 맡았다. 특히 1840년부터 1848년까지 외무장관, 1847년 국무회의 의장이었으나 프랑스 2월 혁명에 의해 전복되었다.
또한 기조는 공교육 장관으로서 각 코뮌에는 초등학교를, 각 데파르트망에는 초등사범학교를 설립할 것을 요구한 1833년 법으로 프랑스 교육사에서 중요한 역할을 했다.

## 개요
님의 신교도 가정에서 출생하여 파리에서 법률을 배우고 뒤에 문학을 공부하였다. 1812년 기번의 《로마 제국 쇠망사》를 번역하여 역사가로서 출발하였고, 그 해 소르본 대학 근세사 교수가 되었다. 왕정 복고 후에 내무성, 법무성에 근무하였다.
영국이 청나라와의 제1차 아편 전쟁에서 승리하자(1842년), 프랑스 국왕 루이 필리프 1세는 남쪽에서 청나라로 접근함으로써 이러한 영국의 개입에 대항하기를 희망하고 있었다. 이에, 프랑스의 외무장관이던 1843년, 기조는 장바티스트 세실 제독과 레오나르 샤르네르 대령의 지휘하에 베트남에 함대를 파병하였다. 이것은 프랑스의 베트남에 대한 개입의 시작이었다. 그러나 프랑스는 중국 내에서의 영국의 활동을 돕고, 베트남 내에서 프랑스인 선교사들에 대한 박해에 대한 보복이라는 핑계를 내세웠다. :27 외교관 테오도르 드 라그르네(Théodore de Lagrené)도 동반한 이 함대는 홍콩과 유사한 기지를 만들기 위해 바실란주을 정복하려고 하였으나, 스페인이 이 섬은 필리핀의 일부라고 주장하고 나서자, 정복 계획은 폐기되었다. 프랑수아 기조는 세실을 베트남으로 보내어 가톨릭교회 선교사인 도미니크 레페브르(Dominique Lefèbvre) 주교를 구출해 오도록 했다.(1845년)
그러나 정부의 정책과는 입장을 달리하여 사직한 뒤 하원의원이 되고, 7월 혁명 때 부르봉가를 쓰러뜨리는 데 힘썼다. 뒤를 이은 오를레앙 왕조의 루이 필리프 왕의 밑에서 수상이 되었다. 그러나 1848년 2월 혁명이 일어나 영국으로 망명하였으며, 이듬해 귀국하여 역사 연구에만 몰두하였다. 저서에 《프랑스 문명사》, 《영국 혁명사》등이 있다.

## 같이 보기
- 샤를 오귀스탱 생트뵈브

## 참고 문헌
- 이 문서에는 다음커뮤니케이션(현 카카오)에서 GFDL 또는 CC-SA 라이선스로 배포한 글로벌 세계대백과사전의 내용을 기초로 작성된 글이 포함되어 있습니다.
- Oscar Chapuis (2000). 《The Last Emperors of Vietnam: From Tu Duc to Bao Dai》. Greenwood Publishing Group. ISBN 0-313-31170-6.